# Wibo Lans
Wibo Sjerp Lans (Zwartsluis, 14 maart 1884 – Leusderheide, 5 februari 1943) was een verzetsman tijdens de Tweede Wereldoorlog.
Wibo Lans werd op 14 maart 1884 in Zwartsluis geboren als vierde van zes kinderen van Willem Lans en Jantje Spaanstra. Wibo trouwde op 10 november 1909 in Rotterdam met Elisabeth Hendrika Cornelia Vorrink (1884-1971). Ze kregen drie zonen,  Willem, Wibo (Bob) en Hans. Willem leefde slechts drie maanden. Bob vluchtte tijdens de oorlog naar Zwitserland, waar hij in Hôtel des Narcisses in Chamby verbleef. De jongste zoon Hans vluchtte naar Frankrijk om aan de arbeidsinzet te ontkomen. Hij werd daar door de Duitsers opgepakt en overleed in april 1945 in het Oostenrijkse concentratiekamp Melk. 
Wibo Lans was inspecteur bij de Nationale Nederlanden van 1845 in Den Haag.

## Verzet
Tijdens de oorlog verzorgde hij vanaf 1941, samen met de bij hem ondergedoken neef Koos Vorrink, de Haagse editie van de verzetskrant Het Parool, die de naam Vrijheid kreeg. Ze werden gestencild in het huis van zijn zwager A. Nielsen. Er werden in Den Haag zestien nummers uitgebracht in de periode van 14 mei 1941 tot 17 januari 1942. De laatste editie had een gestencilde oplage van 1000 stuks. In het huis van Wibo Lans aan de Irisstraat werden regelmatig verzetsbijeenkomsten gehouden en vanuit zijn huis werd de distributie van de Vrijheid verzorgd.

## Arrestatie
Op 2 februari 1942 werd hij ten gevolge van verraad door spionne Dora Dibbets door twee Nederlandse rechercheurs thuis gearresteerd en meegenomen naar het Oranjehotel in Scheveningen, waar hij in cel 690 werd gezet. Vandaar werd hij naar kamp Amersfoort gebracht en later naar kamp Vught. Op 5 februari 1943 werd hij op de Leusderheide gefusilleerd met nog zeventien leden van de Haagse Parool-groep. Hij werd herbegraven op de Eerebegraafplaats Bloemendaal.